# Mátyás Szűrös
Mátyás Szűrös (Püspökladány, 11 de septiembre de 1933) es un político húngaro que fue presidente interino de Hungría en 1989-1990.

## Biografía
Szűrös estudió en el Instituto Estatal de Relaciones Internacionales de Moscú y en la Universidad Karl Marx de Ciencias Económicas. Fue embajador en la Unión Soviética de 1978 a 1982. Como miembro del Comité Central del Partido Socialista Obrero Húngaro, perteneció a la facción reformista de ese organismo. Miembro de la Asamblea Nacional de Hungría desde 1985, fue nombrado presidente de la asamblea en marzo de 1989.
Asimismo, fue presidente provisional de Hungría desde el 18 de octubre de 1989, hasta el 2 de mayo de 1990, siendo entonces el primer Presidente de la Tercera República Húngara. Su presidencia ocurrió durante la transición del país desde el comunismo a un gobierno democrático. Proclamó la República desde un balcón del Parlamento de Hungría, en la capital Budapest, el 23 de octubre de 1989, siendo el final de la República Popular de Hungría.
Se mantuvo como miembro del parlamento hasta el 2002, como integrante del Partido Socialista Húngaro. En 2002 se unió al Partido de la Nueva Izquierda, siendo candidato a ser primer ministro, pero su partido solo obtuvo un 0,1% de los votos. En 2003 se unió al Partido Social Demócrata Húngaro, siendo posteriormente elegido presidente de la organización. Renunció a dicho cargo en el año 2005.